# Velvet Music
Velvet Music est un label discographique russe, basé à Moscou. Les distributeurs des produits du label sont, à différentes époques, Misteriya Zvuka, Soyuz, Gala Records, CD Land et d'autres.

## Histoire
Ilyona Mikhaylova travaille aux studios Soyuz depuis le milieu des années 1990, où elle fonde le département A&R. En 1999, elle dirige le label à succès REAL Records, qui publie les albums de Zemfira, Mumiy Troll, Splin et d'autres artistes russes de rock. Liana Meladze travaille comme directrice financière du label.
En 2003, la société est acquise par Channel One et les deux employées démissionnent après que le label est placé sous la direction du producteur de Star Factory, Iosif Prigozhin. Le 15 avril 2004, ils lancent leur propre label, Velvet Music, bien qu'ils n'aient aucun contrat avec les anciens artistes REAL Records. Le seul groupe à avoir signé un contrat est Uma2rman. « Nous avons passé quatre mois à faire le tour des stations de radio avec le disque d'Uma2rman, en essayant de les convaincre de mettre sa chanson à l'antenne. Nashe Radio a d'abord cédé. Puis Russkoie Radio, et enfin les autres se sont montrées intéressées », se souvient Alyona Mikhaylova. Le travail du groupe connait un grand succès, et le premier album du collectif sort à 300 000 exemplaires. En l'espace d'un an, environ un million d'exemplaires d'albums sont vendus.
En 2005, le label commence également à travailler avec Vintaj et Valery Meladze. Plus tard, des artistes tels que Chi-Li, Polina Gagarina, VIA Gra et Vera Brejneva sont signés. Depuis 2010, le label gère et produit entièrement la chanteuse Yolka. En 2011, ils signent un contrat avec Anita Tsoi, que Mikhaylova et Meladze connaissent depuis 1997, lorsque son premier album est publié au Studio Soyuz.
Selon le portail TopHit, Alyona Mikhaylova est nommée « meilleur productrice de 2011 ».
Les projets du centre de production sont nommés et récompensés à plusieurs reprises par les chaînes MTV, RU.TV, Muz-TV, Music Box Russia et New Radio, et les artistes du centre remportent également le Golden Gramophone Award. En particulier, en 2018, Yolka devient l'artiste dont les titres ont été le plus souvent joués sur les stations de radio russes au cours des 10 dernières années, et Burito remporte plusieurs prix pour son titre По волнам. 